# CMA Média
CMA Média, appelé précédemment CMA CGM Médias puis Whynot Media (retiré à la suite d'un conflit), est un groupe de presse français créé en octobre 2022, filiale de l'armateur de porte-conteneurs français CMA CGM. 
Basé à Marseille, il est présidé par Véronique Albertini-Saadé et dirigé par Jean-Christophe Tortora depuis janvier 2024,.

## Historique

### 2022: acquisition du groupe La Provence et création de CMA CGM Médias
Le 11 janvier 2022, une concurrence aiguisée est relancée entre les deux candidats à la reprise des titres La Provence et Corse-Matin, Rodolphe Saadé et Xavier Niel, après que ce dernier s'est vu retirer le droit d'agrément dont il disposait, alors actionnaire minoritaire à hauteur de 11 %,.
Le 24 février 2022, les liquidateurs judiciaires sélectionnent l'offre de Rodolphe Saadé qui s'élève à 81 millions d'euros face à celle de Xavier Niel, à hauteur de 20 millions d'euros, jugée non-recevable.
Le 30 août 2022, l'armateur marseillais annonce dans un communiqué de presse la signature d'un accord de rachat par CMA CGM portant sur l’intégralité des titres détenus par NJJ au capital social du groupe La Provence. CMA CGM rachète par conséquent les 11 % de parts de Xavier Niel dans le groupe de presse, mettant ainsi fin à une bataille judiciaire de plus d'an an. L'offre du géant mondial du transport maritime devient donc la seule en lice pour reprendre les 89 % de parts restant après le décès de Bernard Tapie, l'ancien patron du groupe.
Le 30 septembre 2022, le tribunal de commerce de Bobigny donne son feu vert au rachat du groupe de presse La Provence (La Provence et Corse-Matin) par CMA CGM. L'armateur marseillais annonce le 18 octobre 2022 par communiqué de presse, l'acquisition de 100 % des titres des quotidiens La Provence et Corse-Matin,. À la suite de cette première acquisition, l'armateur français crée sa filiale médias baptisée CMA CGM Médias.

### 2023: nouvelles acquisitions et changement de dénomination
En mars 2023, Laurent Guimier, ancien directeur de l'information de France Télévisions, devient directeur général de CMA CGM Médias,.
En avril 2023, CMA CGM monte à 10,25 % du capital du Groupe M6, après être entré au capital du groupe fin 2022 avec environ 8 % des titres. Le groupe entre également au capital du média en ligne Brut.
Le 10 mai 2023, Laurent Guimier est nommé à la présidence du conseil d’administration du groupe La Provence et succède à Jean-Emmanuel Sauvée.
Le 26 mai 2023, CMA CGM Médias émet une promesse d'achat pour l'acquisition du quotidien La Tribune (comprenant sa déclinaison dominicale La Tribune Dimanche), à travers le groupe Hima, maison-mère du titre de presse,. La finalisation de l’acquisition de 100 % du capital est officialisée le 27 juillet 2023,.
En septembre 2023, la branche médias de CMA CGM est renommée Whynot Media.

### 2024: réorganisation et acquisition d'Altice Média
En janvier 2024, Whynot Media se réorganise avec la nomination de Jean-Christophe Tortora au poste de directeur général exécutif. Ce dernier est par ailleurs président du journal économique La Tribune depuis 2012. Ancien directeur de la filiale, Laurent Guimier devient directeur général délégué à l'information tandis que Jacques Rosselin est nommé secrétaire général et Virginie Lubot directrice générale déléguée « revenus et monétisation ». Véronique Albertini-Saadé, épouse de Rodolphe Saadé, est nommée présidente non exécutive.
Le 15 mars 2024, le groupe Altice France de Patrick Drahi annonce le rachat par le groupe CMA CGM de sa filiale médias, Altice Média, qui inclut les marques RMC et BFM (RMC, RMC Story, RMC Découverte, RMC Sport, RMC BFM Play, BFM TV, BFM Business, BFM Régions et BFM Radio) .
En mars 2024, le directeur de la rédaction de La Provence, Aurélien Viers est mis à pied par Rodolphe Saadé. Une Une peu flatteuse pour Emmanuel Macron aurait déplu à l'actionnaire principal du quotidien. En réaction, la rédaction de La Provence vote une grève illimitée. La  rédaction de La Tribune, journal également détenu par le groupe CMA CGM, rejoint à son tour le mouvement de grève en solidarité avec leurs confrères de La Provence.
En avril 2024, on apprend qu'en raison d'un conflit avec une société de production, WhyNot Média va changer de nom au profit de CMA Média.
En mai 2024, Nicolas de Tavernost est nommé vice-président de CMA Média et président de son comité stratégique.
En juillet 2024, Jean-Louis Pelé prend les rênes du groupe de presse régionale La Provence et Corse-Matin, désormais sous l'égide de CMA Média.
En mai 2025, le groupe lance "MAX – Media Audio Experience", un outil qui transforme automatiquement les articles de presse en contenus audio'.
En juin 2025, CMA Média, via CMA Press News, reprend Air et Cosmos au tribunal des activités économiques de Paris.
En juillet 2025, CMA Média annonce son entrée en négociation exclusive pour l'acquisition du média Brut. Le même mois, Ramon Fernandez, jusqu'alors directeur financier de la maison-mère CMA CGM, est nommé président de RMC BFM en remplacement de l'intérimaire Nicolas de Tavernost, parti diriger LFP Media.

## Identité visuelle

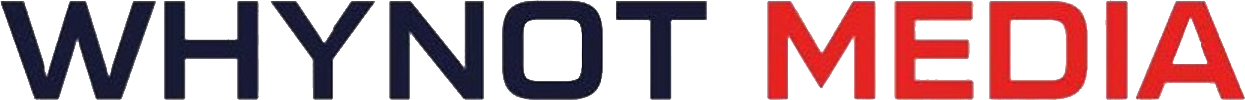
Logo de Whynot Media de septembre 2023 à avril 2024.